# Paranthrene hyalochrysa
Paranthrene hyalochrysa is een vlinder uit de familie wespvlinders (Sesiidae), onderfamilie Sesiinae.
Paranthrene hyalochrysa is voor het eerst wetenschappelijk beschreven door Diakonoff in 1954. De soort komt voor in het Oriëntaals gebied.